# Szent Miklós-fatemplom (Karács)
A karácsi Szent Miklós-fatemplom műemlékké nyilvánított épület Romániában, Hunyad megyében. A romániai műemlékek jegyzékében a  HD-II-m-A-03285 sorszámon szerepel.